# توني غيل
توني غيل (بالإنجليزية: Tony Gale)‏ (19 نوفمبر 1959 في المملكة المتحدة - ) هو معلق رياضي ولاعب كرة قدم بريطاني في مركز قلب الدفاع. شارك مع منتخب إنجلترا تحت 21 سنة لكرة القدم. أما مع النوادي، فقد لعب مع بلاكبيرن روفرز وكريستال بالاس ونادي فولهام ووست هام يونايتد وميدنهد يونايتد ‏.

## وصلات خارجية
- توني غيل على موقع قاعدة بيانات كرة القدم.إي يو (الإنجليزية)
- توني غيل على موقع Soccerbase.com (لاعب) (الإنجليزية)
- توني غيل على موقع عالم كرة القدم.نت (الإنجليزية)